# El decamerón negro
El decamerón negro (en francés, le Decameron Noir; Black Decameron en inglés) es una suite para guitarra de Leo Brouwer. Compuesta en el año 1981 para la guitarrista estadounidense Sharon Isbin, se estrenó en 1983. 
La obra se encuadra en el nuevo periodo compositivo que Brouwer denomina hiperromanticismo. Está formada por tres movimientos, cada uno de los cuales se corresponde a una balada: El arpa del guerrero, Huida de los amantes por el valle de los ecos y Balada de la doncella enamorada.
El carácter descriptivo de la obra se hace evidente a través de diversas indicaciones que se muestran a lo largo de esta en forma de narración, además los títulos de cada movimiento, hacen que la obra sea capaz de representar conceptos extra-musicales y dar forma a su interpretación.
Los títulos de cada movimiento se corresponde a un grupo de leyendas del África negra recogidas por el antropólogo alemán Leo Frobenius a principios del siglo XX, bajo el mismo título de la obra. Fundamentalmente trata de un guerrero que quería convertirse en músico.
El término “Decamerón” está relacionado con Boccaccio ya que Frobenius lo asoció con temas recurrentes presentes en el libro del renacentista italiano por su parentesco con “el sentimiento de lo caballeresco, la riqueza en la fantasía, la astucia y la galantería de los africanos". Brouwer afirma haberse basado en “El Decamerón Negro” de Frobenius para realizar la composición de su propio Decamerón. Sin embargo, esta afirmación no se corresponde literalmente con ninguna de las obras de Frobenius pero sí podemos recoger ideas de entre varias de ellas.